# Сант-Омобоно-Терме
Сант-Омобоно-Терме (італ. Sant'Omobono Terme) — муніципалітет в Італії, у регіоні Ломбардія, провінція Бергамо. 30 січня 2014 року до Сант'Омобоно-Терме приєднано муніципалітет Вальсекка.
Сант-Омобоно-Терме розташований на відстані близько 500 км на північний захід від Рима, 50 км на північний схід від Мілана, 18 км на північний захід від Бергамо.
Населення — 3443 особи (2012).
Щорічний фестиваль відбувається 13 листопада. Покровитель — Sant'Omobono.

## Демографія
Населення за роками:

Станом на 1 січня 2023 року в муніципалітеті офіційно проживало 206 іноземців з 32 країн, серед них 41 громадянин країн Євросоюзу та 18 громадян України.

## Сусідні муніципалітети
- Бедуліта
- Бербенно
- Валь-Брембілла
- Корна-Іманья
- Коста-Валле-Іманья
- Ронкола
- Рота-д'Іманья